# Expo/Western (métro de Los Angeles)
Expo/Western est une station du métro de Los Angeles desservie par les rames de la ligne E et située dans le quartier d'Exposition Park à Los Angeles en Californie.

## Localisation
Station du métro de Los Angeles située en surface, Expo/Western est située sur la ligne E à l'intersection de Exposition Boulevard et de Western Avenue dans le quartier d'Exposition Park, au sud-ouest du centre-ville de Los Angeles.

## Histoire
En service de 1875 à 1953 en tant que gare des réseaux de chemin de fer Los Angeles and Independance et Pacific Electric, la station Expo/Western est remise en service le 28 avril 2012, lors de l'ouverture de la ligne E.

## Service

### Accueil

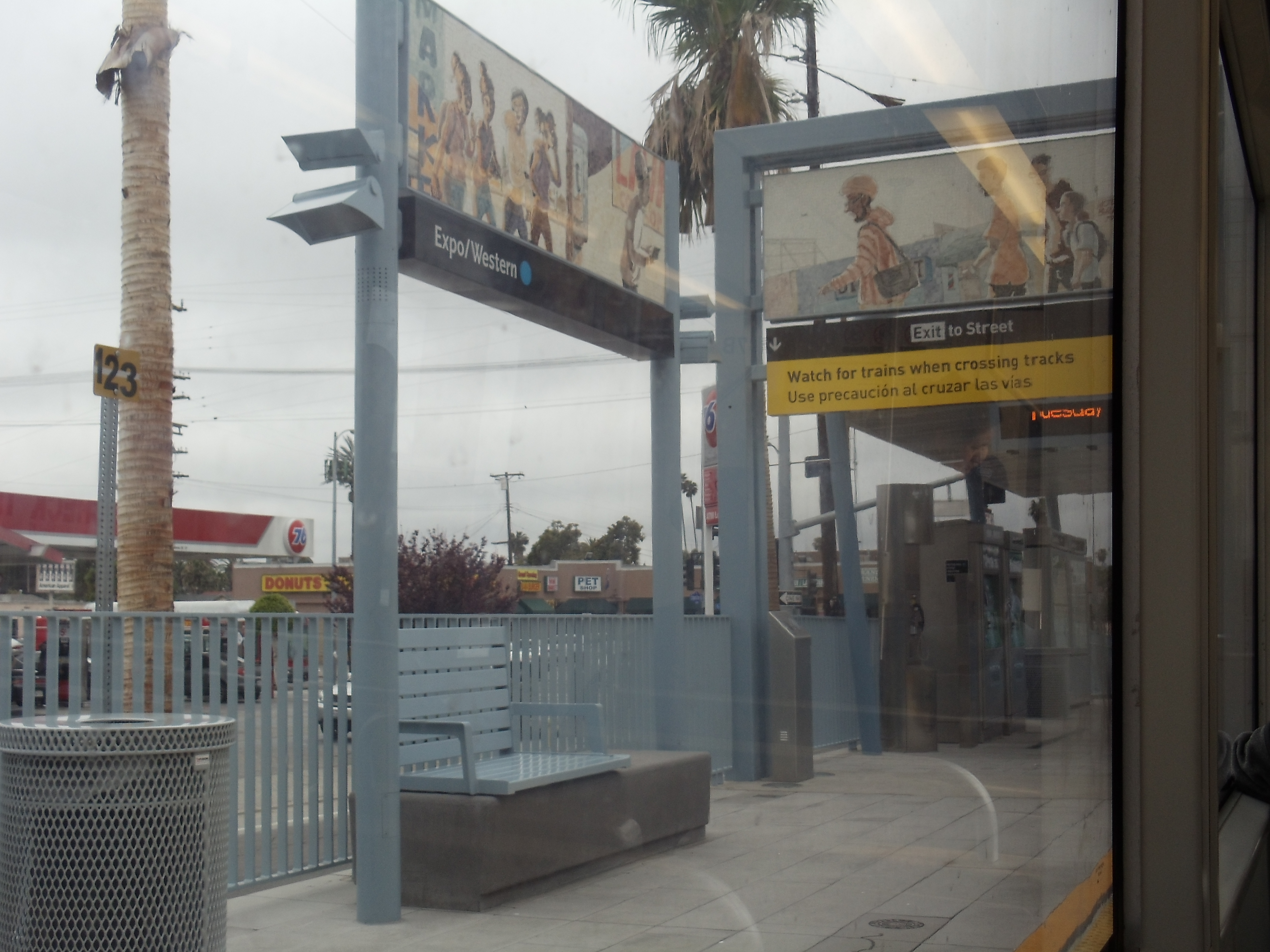
Vue de la station.
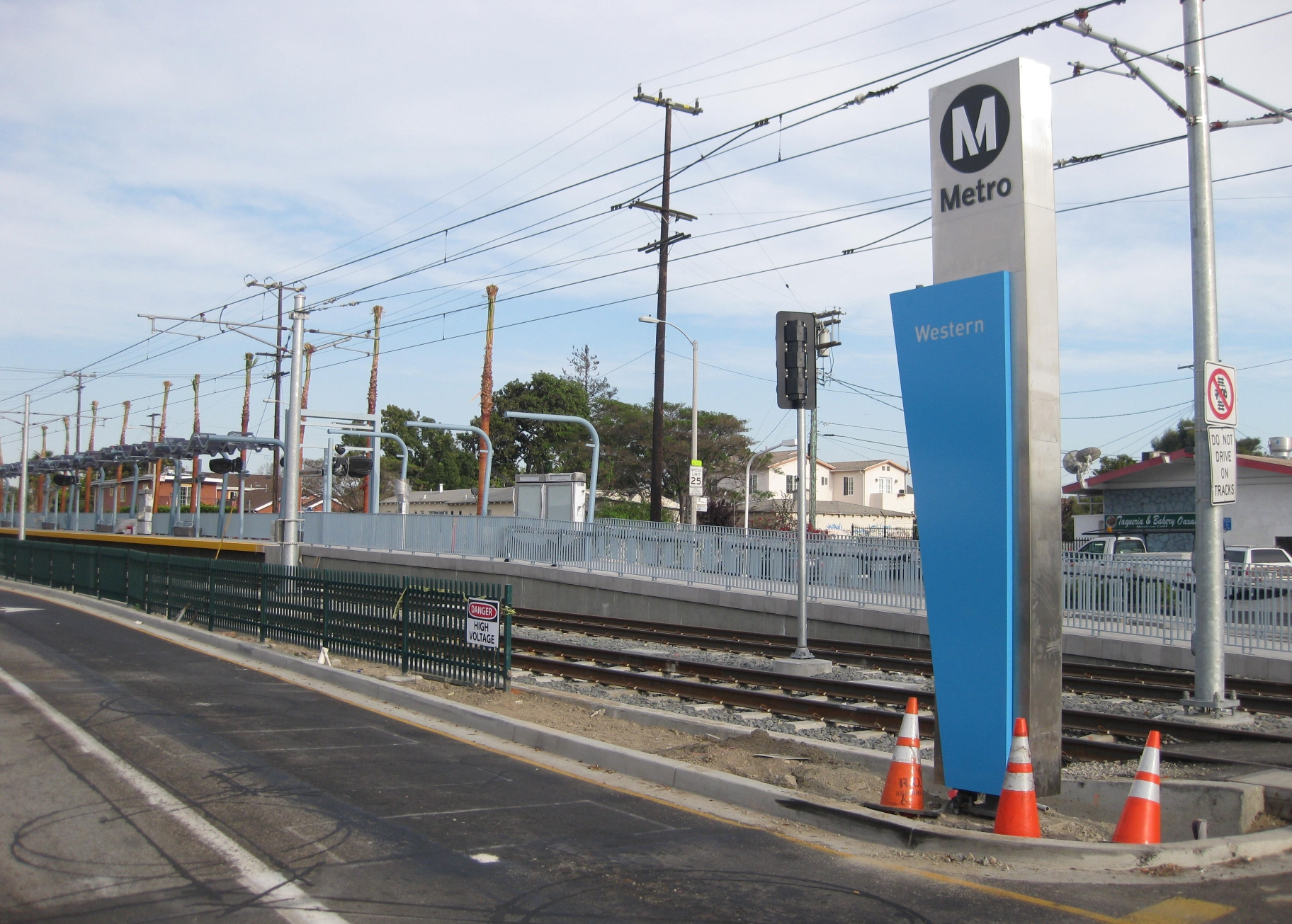
Panneau indiquant la station.

### Desserte
Expo/Western est desservie par les rames de la ligne E du métro.

### Intermodalité
La station est desservie par les lignes d'autobus 102, 207 et 757 de Metro.

## Architecture et œuvres d'art
Une fresque de l'artiste Ronald J. Llanos orne la station. Nommée Ephemeral Views: A Visual Essay, l’œuvre représente des scènes de la rue angelines typiques observées par le créateur.